# Michael Cashman
Michael Cashman (Londra, 17 dicembre 1950) è un attore e politico britannico, europarlamentare della IX legislatura.

## Biografia
Ha un'istruzione secondaria. Dal 1963 al 1999 ha lavorato principalmente come attore in produzioni televisive (principalmente serie britanniche) e teatrali. Per diversi anni è stato tesoriere della British Actors 'Union. Ha inoltre esercitato l'attività di Revisore Legale.
Nel 1975 è entrato a far parte del Partito Laburista e dal 1998 è membro del comitato esecutivo del gruppo. Nel 1999 è stato eletto per la prima volta membro del Parlamento europeo dalla Labour List. Si è candidato con successo per essere rieletto alle successive elezioni europee del 2004 e 2009. Dal 2004 al 2009 è stato vicepresidente della commissione per le petizioni. Dopo le elezioni del 2009, lui e l'LP si sono uniti al Gruppo dell'Alleanza Progressista dei Socialisti e dei Democratici. Nel 2012 ha annunciato che non si sarebbe candidato per un successivo mandato.
Dopo aver lasciato il Parlamento europeo, è stato nominato come pari a vita alla Camera dei lord. Nel 2019 si è dimesso dall'appartenenza al Partito Laburista.
Nel 1989 è stato tra i fondatori dello Stonewall Group, un'organizzazione dedicata alla promozione dei diritti di gay, lesbiche e bisessuali.

## Filmografia parziale
- Morte di un professore (Unman, Wittering and Zigo), regia di John Mackenzie (1971)
- X Y e Zi (Zee and Co.), regia di Brian G. Hutton (1972)
- Assassinio su commissione (Murder by Decree), regia di Bob Clark (1979)